# Steven Crowder
Steven Blake Crowder (Detroit, Michigan, 7 de julho de 1987) é um comentarista político conservador, apresentador de mídia e comediante americano-canadense. Ele é anfitrião do programa Louder with Crowder, um podcast e canal do YouTube voltado para política. Ele é particularmente conhecido na internet por um segmento recorrente chamado "Change My Mind". Costumava contribuir como comentarista na Fox News. Crowder também ficou conhecido por espalhar teorias da conspiração associadas a extrema-direita (como a chamada "Grande Mentira" e desinformações sobre a pandemia de COVID-19) e também foi acusado de fazer declarações consideradas racistas e homofóbicas.

## Início da vida e carreira
Crowder nasceu em Detroit, Michigan,<[carece de fontes?] e criado em uma família Cristã em Greenfield Park, Quebec. Logo no início de sua carreira, ele trabalhou dublando o personagem Alan "Cérebro" Podwers para a série de televisão de Arthur. Ele começou a realizar apresentações de comédia stand-up com 15 anos de idade. Em seguida, ele atuou em uma série de filmes, incluindo o papel de Doug Moore no filme de 2009 Para Salvar uma Vida. Mais tarde, ele se tornou um convidado frequente como um formador de opinião em programas de notícias, sendo o primeiro desses o Fox News, e isso quando ele tinha 21 anos de idade. De de 2009 a 2013, Crowder trabalhou para a Fox News, tendo saído da emissora em 2013 logo depois de criticar o apresentador Sean Hannity em uma entrevista de rádio. Crowder faz vídeos de opinião, notícias e de sátira política em seu canal no YouTube, StevenCrowder, que atualmente apresenta mais de 2 milhões de inscritos.

## Ativismo político
Em 2009, Crowder postou regularmente vídeos em mídias conservadoras satíricas como Pajamas Media e o Big Hollywood de Andrew Breitbart. Crowder serviu como mestre de cerimônias no Conservative Political Action Conference de 2011 e gerou polêmica com um vídeo de rap que ele estreou na edição de 2012 do evento. Em outubro de 2012, o vídeo que Crowder lançou YouTube parodiando Lena Dunham fazendo campanha para Barack Obama foi mencionado na conservadora revista The American Spectator. Em 2016, Crowder criou um vídeo curto para o site educativo Prager University em que ele critica o socialismo democrático.

## Vida pessoal
Crowder se casou com sua esposa Hilary Crowder em agosto de 2012, e escreveu sobre os benefícios de permanecer em abstinência antes de seu casamento. Crowder é também um fã de artes marciais mistas (MMA), e participa de competições de artes marciais. Ele era um defensor para a legalização do MMA em Nova York.